# 初路麻士街
初路麻士街是澳洲新南威爾斯州雪梨沙厘山的一條單程路。
初路麻士街原為卡士禮街的一部分。1905年，卡士禮街因大火車亭的建造而斷開。斷開的路段更名為初路麻士街，乃是以1856年建成的初路麻士教堂命名。
街道上有其利扶倫樓、皮連士亞扶列園及雪梨牙科醫院。